# Tottenham Hotspur F.C.
 Der er for få eller ingen kildehenvisninger i denne artikel, hvilket er et problem. Du kan hjælpe ved at angive troværdige kilder til de påstande, som fremføres i artiklen.

Tottenham Hotspur Football Club er en engelsk fodboldklub som spiller i den øverste række, Premier League. Klubben refereres ofte som Spurs. Klubbens hjemmebane er Tottenham Hotspur Stadium som er beliggende i Tottenham i det nordlige London. Klubben blev stiftet i 1882 og var det første hold i det 20. århundrede i England, der både vandt det engelske mesterskab og pokalturneringen (FA Cup), The double (1960/61). På verdensplan menes det at klubben har omkring 20 millioner fans.[kilde mangler]
Klubben var det første hold fra England, der vandt en europæisk cupturnering. Det skete i sæsonen 1962-63, da man slog Atletico Madrid med 5-1 i finalen i den nu hedengangne Europa Cup for pokalvindere.
Klubbens motto lyder på engelsk, "To Dare Is To Do" og på latin lyder det "Audere est Facere" . På dansk kan dette motto bedst oversættes til "At Turde Er At Gøre". Klubben oplevede sin første (og største) storhedstid i 60'erne, hvor holdet med den såkaldte "Push and Run" (flydende pasningsspil) spillestil bragte den kontinentale fodboldstil til England, hvor det ellers var kutymen at spille såkaldt "Kick and Rush" (høje lange bolde). Den seneste storhedstid var i begyndelsen og midten af 1980´erne, hvor klubben vandt UEFA Cuppen og to gange FA Cuppen indenfor 3 år.
Tottenham var også en af de første engelske klubber, der hentede udenlandske stjerner til landet. Således blev de to argentinske verdensmestre fra 1978, Osvaldo Ardiles og Ricardo Villa, hentet til klubben. Dette var en tidlig smagsprøve på mange af de udenlandske stjerner, som senere skulle ændre og dominere det britiske spil.

## Profiler
Klubben har en klar filosofi om at opfostre engelske talenter, og ellers købe dem i mindre klubber. Klubben har derfor en lang række spillere, som optræder på det engelske landshold. Jermain Defoe, Aaron Lennon, Jermaine Jenas, Kyle Walker, Andros Townsend, samt Michael Dawson har alle spillet landskampe for England, mens Jake Livermore og Harry Kane har repræsenteret det engelske U21 landshold. Pt. er de største profiler  Son Heung-min, James Maddison og Cristian Romero.
Efter at have sluttet sæsonen 2005/06 på en 5. plads i ligaen blev der handlet i stor stil i sommerpausen inden sæsonen 2006/2007. Klubben købte blandt andre bulgareren Dimitar Berbatov for 119 millioner kr. i Bayer Leverkusen og ivorianeren Didier Zokora, der kostede 45 mio. kr. hos franske Saint-Étienne. Modsat solgte Spurs Michael Carrick, der blev det mest indbringende salg i klubbens historie på daværende tidspunkt, da Manchester United betalte £18.4 mio. for den engelske landsholdsreserve. Dette er senere blevet overgået først ved salget af Robbie Keane til Liverpool F.C. for £20.3 mio, senere salget af Dimitar Berbatov til Manchester United for £30.75 mio. Senest salget af verdens dyrest handlede fodbold spiller Gareth Bale for £85,3 mio. Robbie Keane vendte dog tilbage til Tottenham allerede efter et halvt år i Liverpool F.C. for en anslået pris på omkring 150 millioner kroner.
Tottenham har fået den svenske Kulusevski på lån fra Juventus, og han har gjort det godt i den sidste halvsæson, efter han kom i januar.
Tottenham er allerede begyndt i transfervinduet her til sommer 2022, og deres køb er kroatiske Ivan Perisic fra Inter, og engelske Fraser Forster fra Southampton, der har fortid i Newcastle.
I september 2020 blev det annonceret, at tidligere Tottenham-spiller Gareth Bale vendte tilbage til klubben på en et-årig lejeaftale fra Real Madrid.  Omtrent samtidig blev tidligere forsvarsspiller Ledley King ansat som ny assistenttræner med ansvar for for holdets forsvar. 

## Ejerforhold og ledelse
Klubbens aktiemajoritet ejes af ENIC International Ltd., som er ejet af forretningsmændene Joe Lewis og Daniel Levy. Sidstnævnte har været bestyrelsesformand for klubben siden 2001.  
| Stilling                            | Navn               |
| ----------------------------------- | ------------------ |
| Bestyrelsesformand                  | Daniel Levy        |
| CFO                                 | Matthew Collecott  |
| CCO                                 | Donna-Maria Cullen |
| Sportsdirektør                      | Fabricio Paratici  |
| Generaldirektør                     | Rebecca Caplehorn  |
| Ansvarlig for tekniske præstationer | Steve Hitchen      |
| Underdirektør                       | Ron Robson         |
| Underdirektør                       | Jonathan Turner    |

## Spilledragter

### Farver
Den første hvide Tottenham trøje stammer tilbage fra slutningen af 1800-tallet.

### Tøjsponsorer
Tottenham har siden 1978 haft en tøjsponsor tilknyttet. Det har igennem tiden været følgende mærker
- 1978-1980: Admiral
- 1980-1985: Le Coq Sportif
- 1985-1991: Hummel
- 1995-1999: Pony
- 1999-2002: Adidas
- 2002-2006: Kappa
- 2006-2012: Puma
- 2012-2017: Under Armour
- 2017-2021: Nike

### Hovedsponsorer
Tottenham havde frem til 1983 ingen hovedsponsor på deres trøjer. Dette ændrede sig da Holsten blev første firma på maven af en Tottenham trøje og siden har der være følgende hovedsponsorer
- 1983-1985: Holsten Brewery
- 1995-1999: Hewlett-Packard
- 1999-2002: Holsten
- 2002–2006: Thomson Holidays
- 2006–2010: Mansion.com
- 2010–2011: Autonomy Corporation (kun gældende for Premier League)
- 2011–2013: Aurasma1 (kun gældende for Premier League)
- 2010–2013: Investec (gældende for internationale og cup-kampe)
- 2013–2014: Hewlett-Packard (kun gældende for Premier League)
- 2013–2014: AIA (gældende for internationale og cup-kampe)
- 2014–: AIA

## Rekorder
- All-time topscorer: Jimmy Greaves (266 mål/380 kampe)
- Flest spillede kampe: Steve Perryman  (655 ligakampe)
- Dyreste indkøb: Tanguy Ndombele (pris: £ 64.0m)
- Mest indbringende salg: Gareth Bale  (pris: £ 85.2m)
- Mest succesfulde manager: Bill Nicholson  (en ligatitel, en UEFA-cup titel, en Cup Winners Cup titel, tre FA cuptitler samt to ligacuptitler)

## Resultater i Premier League
Premier League er Englands bedste række, og siden ligaens indførelse i 1992 har Tottenham haft følgende slutplaceringer i ligaen:
- 1992/93: Nummer 8 (42 kampe, vundet 16, 11 uafgjorte, 15 tabte, 44 point, målscore: 60-66).
- 1993/94: Nummer 15 (42 kampe, vundet 11, 12 uafgjorte, 19 tabte, 45 point, målscore: 54-59).
- 1994/95: Nummer 7 (42 kampe, vundet 16, 14 uafgjorte, 12 tabte, 62 point, målscore: 66-58).
  - Fra 1995-1996 38 kampe pr. sæson:
- 1995/96: Nummer 8 (16 sejre, 13 uafgjorte, 9 tabte, 61 point, målscore: 50-38).
- 1996/97: Nummer 10 (13 sejre, 7 uafgjorte, 18 tabte, 46 point, målscore: 44-51).
- 1997/98: Nummer 14 (11 sejre, 11 uafgjorte, 16 tabte, 44 point, målscore: 44-56).
- 1998/99: Nummer 11 (11 sejre, 14 uafgjorte, 13 tabte, 47 point, målscore: 47-50).
- 1999/00: Nummer 10 (15 sejre, 8 uafgjorte, 15 tabte, 53 point, målscore: 57-49).
- 2000/01: Nummer 12 (13 sejre, 10 uafgjorte, 13 tabte, 49 point, målscore: 47-54).
- 2001/02: Nummer 9 (14 sejre, 8 uafgjorte, 16 tabte, 50 point, målscore: 49-53).
- 2002/03: Nummer 10 (14 sejre, 8 uafgjorte, 16 tabte, 50 point, målscore: 51-62).
- 2003/04: Nummer 14 (13 sejre, 6 uafgjorte, 19 tabte, 45 point, målscore: 47-57).
- 2004/05: Nummer 9 (14 sejre, 10 uafgjorte, 14 tabte, 52 point, målscore: 47-41).
- 2005/06: Nummer 5 (18 sejre, 11 uafgjorte, 9 tabte, 65 point, målscore: 53-38).
- 2006/07: Nummer 5 (17 sejre, 9 uafgjorte, 12 tabte, 60 point, målscore: 57-54).
- 2007/08: Nummer 11 (11 sejre, 13 uafgjorte, 14 tabte, 46 point, målscore: 66-61).
- 2008/09: Nummer 8 (14 sejre, 9 uafgjorte, 15 tabte, 51 point, målscore: 45-45).
- 2009/10: Nummer 4 (21 sejre, 7 uafgjorte, 10 tabte, 70 point, målscore: 67-41).
- 2010/11: Nummer 5 (16 sejre, 14 uafgjorte, 8 tabte, 62 point, målscore: 72-43).
- 2011/12: Nummer 4 (20 sejre, 9 uafgjorte, 9 tabte, 69 point, målscore 66-41).
- 2012/13: Nummer 5 (21 sejre, 9 uafgjorte, 8 tabte, 72 point, målscore 66-46).
- 2013/14: Nummer 6 (21 sejre, 6 uafgjorte, 11 tabte, 69 point, målscore: 55-51).
- 2014/15: Nummer 5 (19 sejre, 7 uafgjorte, 12 tabte, 64 point, målscore: 58-53).
- 2015/16: Nummer 3 (19 sejre, 13 uafgjorte, 6 tabte, 70 point, målscore:69-35).
- 2016/17: Nummer 2 (26 sejre, 8 uafgjorte, 4 tabte, 86 point, målscore:86-26).
- 2017/18: Nummer 3 (23 sejre, 8 uafgjorte, 7 tabte, 77 point, målscore:74-36).

- 2018/19: Nummer 4 (23 sejre, 2 uafgjorte, 13 tabte, 71 point, målscore: 67-39).
- 2019/20: Nummer 6 (16 sejre, 11 uafgjorte, 11 tabte, 59 point, målscore: 61-47).
- 2020/21: Nummer 7 (18 sejre, 8 uafgjorte, 12 tabte, 62 point, målscore: 68-45).
- 2021/22: Nummer 4 (22 sejre, 5 uafgjorte, 11 tabte, 71 point, målscore: 69-40).
- 2022/23: Nummer 8 (18 sejre, 6 uafgjorte, 14 tabte, 60 point, målscore: 70-63).
- 2023/24: Nummer 5 (20 sejre, 6 uafgjorte, 12 tabte, 66 point, målscore: 74-61).
- 2024/25: Nummer 17 (11 sejre, 5 uafgjorte, 22 tabte, 38 point, målscore: 64-65).

## Nuværende trup
Skabelon:Opdateret 5. April 2025
| Nr. | Land      | Position | Spiller                       |
| --- | --------- | -------- | ----------------------------- |
| 1   | Italien   | MM       | Guglielmo Vicario (anfører)   |
| 3   | Spanien   | FO       | Sergio Reguilón               |
| 4   | Østrig    | FO       | Kevin Danso                   |
| 6   | Rumænien  | FO       | Radu Dragusin                 |
| 7   | Sydkorea  | AN       | Son Heung-min                 |
| 8   | Mali      | MI       | Yves Bissouma                 |
| 9   | Brasilien | AN       | Richarlison                   |
| 10  | England   | MI       | James Maddison (vice-anfører) |
| 11  | Frankrig  | AN       | Mathys Tel                    |
| 13  | Italien   | FO       | Destiny Udogie                |
| 14  | England   | FO       | Archie Gray                   |
| 15  | Sverige   | MI       | Lucas Bergvall                |
| 16  | Tyskland  | AN       | Timo Werner                   |
| 17  | Argentina | FO       | Cristian Romero               |

| Nr. | Land     | Position | Spiller           |
| --- | -------- | -------- | ----------------- |
| 19  | England  | AN       | Dominic Solanke   |
| 20  | England  | MM       | Fraser Forster    |
| 21  | Sverige  | MI       | Dejan Kulusevski  |
| 22  | Wales    | AN       | Brennan Johnson   |
| 23  | Spanien  | FO       | Pedro Porro       |
| 24  | England  | FO       | Djed Spence       |
| 28  | Frankrig | AN       | Wilson Odobert    |
| 29  | Senegal  | MI       | Pape Matar Sarr   |
| 30  | Uruguay  | MI       | Rodrigo Bentancur |
| 31  | Tjekkiet | MM       | Antonín Kinský    |
| 33  | Wales    | FO       | Ben Davies        |
| 37  | Holland  | FO       | Micky Van De Ven  |
| 40  | England  | MM       | Brandon Austin    |
| 41  | England  | MM       | Alfie Whiteman    |
| 44  | England  | AN       | Dane Scarlett     |
| 47  | England  | AN       | Mikey Moore       |

### Udlejet
| Nr. | Land      | Position | Spiller                                     |
| --- | --------- | -------- | ------------------------------------------- |
| 11  | Spanien   | AN       | Bryan Gil (Udlånt til Valencia)             |
| 18  | Argentina | MI       | Giovani Lo Celso (Udlånt til Villarreal)    |
| 28  | Frankrig  | MI       | Tanguy Ndombele (Udlånt til Olympique Lyon) |

| Nr. | Land    | Position | Spiller                                  |
| --- | ------- | -------- | ---------------------------------------- |
| 38  | USA     | FO       | Cameron Carter-Vicks (Udlånt til Celtic) |
| 47  | England | AN       | Jack Clarke (Udlånt til Sunderland)      |
| -   | Senegal | MI       | Pepe Matar Sarr (Udlånt til Metz)        |

## Årets Spiller
Som bestemt af medlemmer og sæsonkortholdere. (Kalenderår indtil 2005–06-sæsonen)
| - 1987 Gary Mabbutt - 1988 Chris Waddle - 1989 Erik Thorstvedt - 1990 Paul Gascoigne - 1991 Paul Allen - 1992 Gary Lineker - 1993 Darren Anderton - 1994 Jürgen Klinsmann - 1995 Teddy Sheringham - 1996 Sol Campbell | - 1997 Sol Campbell - 1998 David Ginola - 1999 Stephen Carr - 2000 Stephen Carr - 2001 Neil Sullivan - 2002 Simon Davies - 2003 Robbie Keane - 2004 Jermain Defoe - 2005–06 Robbie Keane - 2006–07 Dimitar Berbatov | - 2007–08 Robbie Keane - 2008–09 Aaron Lennon - 2009–10 Michael Dawson - 2010–11 Luka Modrić - 2011–12 Scott Parker - 2012–13 Gareth Bale - 2013–14 Christian Eriksen - 2014–15 Harry Kane - 2015–16 Toby Alderweireld - 2016–17 Christian Eriksen | - 2017–18 Jan Vertonghen - 2018–19 Son Heung-min |

## Trofæer

### Indenrigs
Liga 
- First Division:
  - Vindere (2): 1950–51, 1960–61(D)
- Second Division:
  - Vindere (2): 1919–20, 1949–50

Pokalturneringer
- FA Cup:
  - Vindere (8): 1900–01, 1920–21, 1960–61(D), 1961–62, 1966–67, 1980–81, 1981–82, 1990–91
- Ligacuppen:
  - Vindere (4): 1970–71, 1972–73, 1998–99, 2007–08
- FA Community Shield:
  - Vindere (7): 1921, 1951, 1961, 1962, 1967*, 1981*, 1991* (*delt)

### Europæisk
- UEFA Champions League:
  - Sølv (1): 2018–19
- UEFA Cup Winners Cup:
  - Vindere (1): 1962–63
- UEFA Europa League:
  - Vindere (3): 1971–72, 1983–84, 2024-25